# مؤشر الاقتباس العلمي
مؤشر الاقتباس العلمي أو مؤشر الاستشهاد العلمي (SCI) هو مؤشر استشهاد أنتج في الأصل من قبل معهد المعلومات العلمية (ISI) وقام بإنشائه يوجين غارفيلد. تم إطلاقه رسميًا في عام 1964. وهي الآن مملوكة لشركة Clarivate Analytics (التي كانت تعمل سابقًا في مجال الملكية الفكرية والعلوم في شركة Thomson Reuters). تغطي النسخة الأكبر (Science Citation Index Expanded) أكثر من 8500 مجلة بارزة ومهمة، عبر 150 تخصصًا، من 1900 إلى الوقت الحاضر. يتم وصفها كبديل عن المجلات الرائدة في العالم للعلوم والتكنولوجيا، بسبب عملية اختيار صارمة.
المؤشر متاح عبر الإنترنت من خلال منصات مختلفة، مثل Web of Science  و SciSearch. (هناك أيضًا إصدارات اقراص مدمجة وطبعات مطبوعة تغطي عددًا أقل من المجلات). تسمح قاعدة البيانات للباحث بتحديد المقالات اللاحقة التي استشهدت بأي مقالة سابقة معينة، أو استشهد بمقالات أي مؤلف معين، أو تم الاستشهاد بها في أغلب الأحيان. يقوم ثومسون رويترز أيضًا بتسويق عدة مجموعات فرعية من قاعدة البيانات هذه، والتي تسمى «فهارس الاستشهادات التخصصية»،  مثل مؤشر استشهاد علم الأعصاب  ومؤشر استشهاد الكيمياء.

## مؤشر استشهاد الكيمياء
تم تقديم مؤشر الاقتباس الكيميائي لأول مرة بواسطة يوجين غارفيلد، الكيميائي من خلال التدريب. استندت «أمثلة البحث» الأصلية على تجربته ككيميائي. في عام 1992، تم اشتقاق شكل إلكتروني وطبعي من مجموعة من 330 مجلة كيميائية، تم خلالها تغطية جميع المجالات. قُدمت معلومات إضافية من مقالات مختارة من 4000 مجلة أخرى. تمت تغطية جميع التخصصات الفرعية للكيمياء: الكيمياء العضوية، غير العضوية، التحليلية، الكيمياء الفيزيائية، البوليمرات، الحوسبة، العضوية المعدنية، كيمياء المواد، الكيمياء الكهربائية.
بحلول عام 2002 ، زادت التغطية اليومية للمجلات إلى 500 مجلة وزادت تغطية المقالات ذات الصلة إلى 8000 مجلة أخرى 
أبلغت إحدى الدراسات التي أجريت عام 1980 عن فوائد فهرسة الاستشهاد الشاملة للكيمياء، حيث درست استخدام الاستشهادات كأداة لدراسة علم اجتماع الكيمياء وتوضح استخدام بيانات الاقتباس «لملاحظة» الحقول الفرعية للكيمياء مع مرور الوقت.